# Veljko Petranović
Veljko Petranović, né le 24 août 1959, à Drniš, en République socialiste de Croatie, est un ancien joueur et entraîneur yougoslave et slovène de basket-ball. Il évolue durant sa carrière au poste d'ailier fort. 

## Palmarès
- 3e du championnat du monde 1986
- Champion de Yougoslavie 1986
- Coupe de Slovénie 1996